# Платт, Эдвард
Э́двард Ка́тберт Платт (англ. Edward Cuthbert Platt; 14 февраля 1916, Статен-Айленд — 19 марта 1974, Санта-Моника) — американский актёр, наиболее известный ролью шефа центра CONTROL в сериале «Напряги извилины» 1965—1970 годов на каналах NBC и CBS.

## Ранняя жизнь
Платт родился в Статен-Айленде, штат Нью-Йорк. Он учился в Принстонском университете, по специальности романские языки, но позднее перешёл в Джульярдскую школу изучать музыку. Там он выучился на оперного певца. До вступления США во Вторую мировую войну пел с оркестром Пола Уайтмена, игравшим в таких мюзиклах, как «Пираты Пензенса» и «Микадо». Во время службы в армии США был радистом. Сразу после окончания войны продолжил работать на радио.

## Карьера
Он дебютировал на Бродвее в мюзикле Ричарда Роджерса и Оскара Хаммерстайна «Аллегро». Сыграл в своем первом фильме благодаря помощи со стороны Хосе Феррера, который составил ему компанию в фильме «Шрайк». Феррер и Платт сыграли несколько частей в фильме в 1955 году. Также в 1955 году он появился в фильме «Бунтарь без причины» вместе с Джеймсом Дином, Натали Вуд и Сэлом Минео. Платт вернулся на Бродвей в 1958 году с мюзиклом «О, капитан!», где сыграл романтическую роль. В 1959 году он играл вместе с Кэри Грантом адвоката в фильме Альфреда Хичкока «К северу через северо-запад». В 1959 году Платт снимался в фильме The Rebel Set, который был показан по телевидению как «Таинственный театр 3000 года». В 1961 году Платт сыграл роль первосвященника Азора в приключенческо-фантастическом фильме «Атлантида, погибший континент». В 1962 году Эдвард Платт сыграл роль судьи в фильме «Мыс страха» с Грегори Пеком.
Платт также играл эпизодические роли в сериалах «Перри Мейсон», «Бонанза», «За гранью возможного» и «Сумеречная зона».
Самая знаменитая роль Платта пришла к нему в 1960-е годы, когда он согласился на роль Шефа в комедийном шпионском телесериале «Напряги извилины». После окончания сериала он играл различные эпизодические роли.

## Смерть
Эдвард Платт, как полагают, скончался от сердечного приступа в 1974 году в возрасте 58 лет. В августе 2007 года фан-сайт сериала «Напряги извилины» опубликовал интервью с человеком, утверждающим, что он — сын Эдвард Платта, Джефф, в котором он заявил, что его отец умер в результате самоубийства, вызванного депрессией и финансовыми трудностями. Эдвард Платт оставил четырёх детей от двух браков и брата, живущих в Санта-Барбаре, штат Калифорния. Его прах был развеян над морем.